# ياسمين النجار
ياسمين النجار (2 يناير 1972 -)، ممثلة مصرية.

## عن حياتها
من الأعمال الفنية التي شاركت بها مسلسلات العطار والسبع بنات ولحظات حرجة
ياسمين النجار من مواليد القاهرة، درست بقسم المسرح بالجامعة الأمريكية بالقاهرة. اكتشفها الفنان نور الشريف حين شاهدها بعرض «جوابات حراجي القط» من أشعار عبد الرحمن الأبنودي من إخراج ابنته سارة نور الشريف بالجامعة الأمريكية حيث أدت دور فتاة صعيدية ببراعة ورشحها لتنضم إلى أسرة مسرحية «يا مسافر وحدك» لتقف لأول مرة على خشبة المسرح القومي عام 1998 ميلادية. عملت بعد ذلك في مسرحيتين أخرتين على خشبة المسرح القومي وهما «جوازة طلياني» من إخراج المخرج الإيطالي العالمي جوليانو وبطولة كل من يحيي الفخراني ودلال عبد العزيز، ثم أبدعت في دور بطولة أمام هشام عبد الحميد بمسرحية «آخر همسة» من إخراج المخرج هاني مطاوع. قامت ببطولة مسرحيتان على مسرح الهناجر «الملك لير» و«جاك وسيده» وكلاهما من إخراج المخرج محمد أبو السعود. قامت ببطولة مسرحية «حارة عم نجيب» أمام الفنان أحمد حلاوة، وهي من إخراجه، وتم عرضها بالإسكندرية لكن لفترة وجيزة. شاركت في أوبريت «كفاح طيبة» إخراج نور الشريف وبطولة ليلى طاهر وسوسن بدر وبوسي ونخبة من أروع المطربين العرب احتفالا بنصر أكتوبر.
اختارها المخرج علاء كريم لتلعب دو الفتاة المدللة في سهرة «جواز على ورق سيلوفان» أمام الفنانة منى زكي والفنان أحمد السقا وكانت هذه أول مرة تقف أمام الكاميرا. قامت أيضا بالعديد من المسلسلات التليفزيونية منها بطولة مسلسل «آخر الخط» إخراج أشرف سالم وشاركها البطولة الفنانة غادة عبد الرازق والفنان وائل نور وجلال الشرقاوي. انضمت إلى أسرة مسلسل «فارس بلا جواد» بطولة محمد صبحي، عملت بمسلسل «ملك روحي» بطولة يسرا وإخراج مجدي أبو عميرة. ولعبت دورا أساسيا بمسلسل «قلب امرأة» وهو بطولة إلهام شاهين وماجد المصري وإخراج مجدي أبو عميرة. عملت مع نور الشريف بمسلسل «العطار والسبع بنات» إخراج محمد النقلي بعد أن عملت مع نور الشريف بمسلسل «الرجل الآخر» من إخراج مجدي أبو عميرة. لعبت دورا أساسيا أيضا بمسلسل «المحطة» إخراج سمير فرج وكان إنتاجا مصريا أمريكيا. شاركت بمسلسل «رمانة الميزان» بطولة بوسي وإخراج أمل أسعد، وعملت بالجزء الأول من مسلسل «لحظات حرجة» بطولة عمرو واكد ونخبة أخرى من الفنانين، وكان المسلسل من إخراج شريف عرفة. شاركت ياسمين النجار في دور أساسي بمسلسل «مباراة زوجية» بطولة هنا شيحة وأحمد شاكر عبد اللطيف وكان من إخراج المخرجة إنعام محمد علي.
وقفت لأول مرة أمام كاميرا السينما في فيلم «العاشقان» بطولة نور الشريف وبوسي وإخراج نور الشريف، ثم شاركت في فيلم «أدرينالين» عام 2009 بطولة خالد الصاوي وغادة عبد الرازق وهو من إخراج محمود كامل.
واخر اعمالها مسرحية يا ساكنى مصرا تأليف يسرى الجندى وإخراج سمير العصفورى

## وصلات خارجية
- ياسمين النجار على موقع الدهليز
- ياسمين النجار على موقع قاعدة بيانات الأفلام العربية